# M56 Scorpion
M56 Scorpion (M56 SPAT, Self-Propelled Anti-Tank) – amerykańskie działo samobieżne przeznaczone dla wojsk powietrznodesantowych skonstruowane w latach 50. XX wieku.
Działo M56 było pojazdem nieopancerzonym. W celu obniżenia masy samonośne  nadwozie działa wykonano z aluminium. Na kadłubie umieszczono działo przeciwpancerne M54 kalibru 90 mm (balistyka tego działa była identyczna jak armaty czołgowej M36 czołgu M47 Patton). Kat ostrzału w poziomie 60°, w pionie -10° do +15°. Maksymalna donośność pocisków wynosiła 18 100 m, donośność ogniem na wprost 4400 m. Praktyczna szybkostrzelność działa była równa 9-11 strz./min. Obsługa armaty (działonowy i ładowniczy) była osłaniana od przodu przez płytę z aluminium. Dowódca wozu i kierowca mieli stanowiska w kadłubie. M56 SPAT mógł być dostarczany na pole walki przy pomocy samolotów i szybowców transportowych, możliwy był także zrzut na spadochronie.
M56 Scorpion został wprowadzony do uzbrojenia US Army w 1953 roku.